# Innocent XII
Pour les articles homonymes, voir Innocent.
Antonio Pignatelli, né à Spinazzola, près de Bari (Italie) le 13 mars 1615, et décédé à Rome le 27 septembre 1700, est le 242e évêque de Rome et donc pape de l’Église catholique qu'il gouverne de 1691 à 1700 sous le nom d’Innocent XII (en latin Innocentius XII, en italien Innocenzo XII). Il succède à Alexandre VIII.

## Biographie

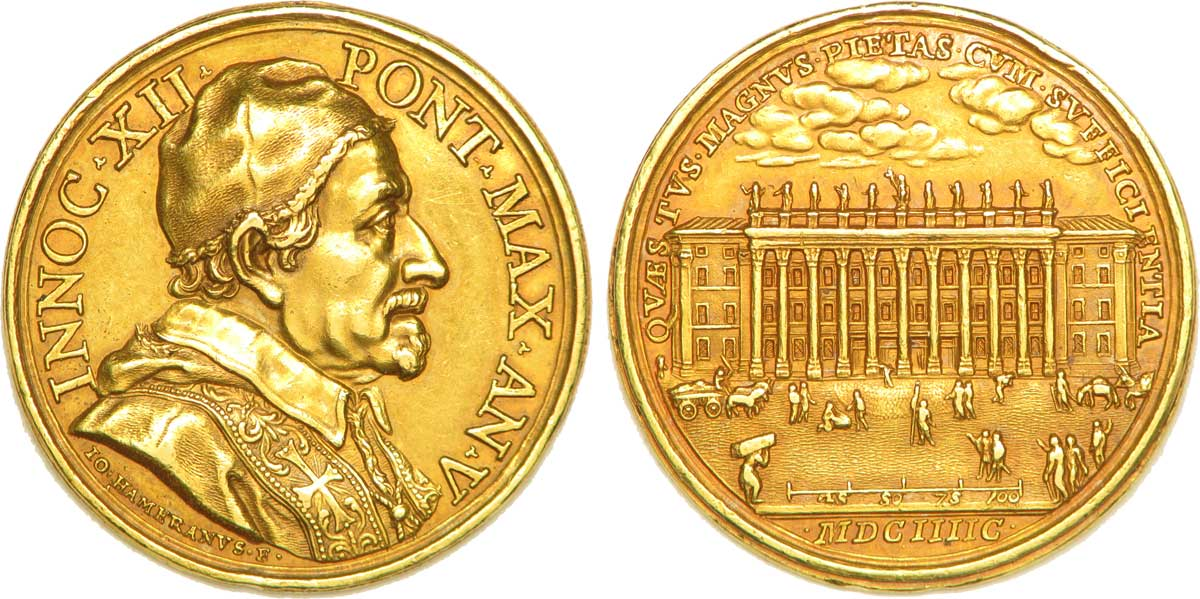
Médaille annuelle en or du Vatican à l'effigie du Pape Innocent XII, 1695.

Antonio Pignatelli est le fils de Francesco, marquis de Spinazzola, et de Porzia Carafa, princesse de Minervino, fille de Fabrizio Carafa, duc d'Andria (la famille Carafa a déjà donné un pape au 16e siècle, Paul IV). Il est baptisé dans l'église San Giovanni Battista di Regina di Lattarico (Cosenza).
Le jeune Antonio fait ses études au Collegio Romano des Jésuites de Rome. À vingt ans, il reçoit un poste à la cour du pape Urbain VIII. Pendant les pontificats suivants, il sert comme vice-légat d'Urbino, puis comme gouverneur de Pérouse.
Il devient ensuite inquisiteur à Malte du 24 octobre 1646 au 27 mars 1649. Deux ans plus tard, on le retrouve gouverneur de Viterbe, puis en 1652 nonce apostolique à Florence (en), en 1660 en Pologne puis en 1668 à Vienne (en).
En 1671, il reçoit la charge de diriger le diocèse de Lecce, mais pour deux ans seulement du fait qu'il a la charge du secrétariat de la Congrégation des évêques et des réguliers.
Le 1er septembre 1681, il est créé cardinal par Innocent XI, puis l'année suivante est nommé archevêque de Faenza et légat apostolique de Bologne. En 1687, il devient archevêque de Naples. À la mort d'Alexandre VIII survenue le 1er février 1691, il est élu le 12 juillet après un conclave qui dure 5 mois, comme candidat de compromis entre les cardinaux français et ceux du Saint-Empire.
Dès après son élection, il se déclare opposé au népotisme qui est longtemps une des grandes plaies de l'Église ; la bulle Romanum decet Pontificem, promulguée en 1692, interdit aux papes à tout moment, de donner des propriétés, des charges ou des rentes à des parents quels qu'ils soient ; en outre, un seul de leurs parents pouvait être élevé au cardinalat. Tout au long de son pontificat, il se tient à cette règle et pas un membre de sa famille ne reçut de charge au Saint-Siège. Ainsi il refuse la pourpre à son neveu bien qu'il soit l'archevêque de Tarente. Il déclare : « Mes neveux, ce sont les pauvres », en comparant sa bienfaisance publique au népotisme de nombre de ses prédécesseurs.
En même temps, il lutte contre les pratiques simoniaques de la chambre apostolique et, dans ce but, il introduit dans sa cour un mode de vie plus simple et moins coûteux. Il impose aux prêtres le port de la soutane et l'accomplissement d'exercices spirituels quotidiens.
En 1693, il incite les évêques français à retirer la Déclaration des Quatre articles de 1682 relative aux « libertés gallicanes » qui a été formulée par l'Assemblée de 1682. Louis XIV de France renonça aux « propositions gallicanes », permettant ainsi au pape de reconnaître les évêques nommés par le roi depuis 1673, date de l'éclatement de l'affaire de la régale, auxquels ses prédécesseurs avaient refusé l'investiture canonique.
En 1694, il fonde la Congrégation pour la discipline et la réforme des ordres réguliers dans l'intention de réformer l'Église dans le sens d'une plus grande spiritualité.
Dans les États de l'Église, il procède à plusieurs réformes et, pour une meilleure administration de la justice, il fait construire le Forum Innocentianum.
En 1697, des fêtes sont organisées par le prince Jean-Baptiste Borghèse à l'occasion de son passage, alors qu'il est en route vers le port d'Anzio. Christian Reder est chargé de réaliser une Vue d'un carrousel conservé aujourd'hui à la galerie Borghèse. Pour cette même occasion, il peint un autre tableau illustrant la visite du pape au port, conservé au musée de Rome.
En 1699, il se prononce en faveur de Bossuet dans la controverse entre ce prélat et Fénelon sur l'Explication des maximes des Saints sur la vie intérieure que ce dernier a écrite pour soutenir Madame Guyon.
Il joue un rôle discret mais décisif dans le déclenchement de la Guerre de Succession d'Espagne. C'est lui qui convainc le 2 octobre 1700 (problème de date? le pontife étant déjà mort) le roi d'Espagne Charles II, sans enfants et à la santé très fragile, de désigner comme héritier le Bourbon Philippe de France plutôt qu'un Habsbourg, ce qui était inacceptable pour les autres puissances européennes. Le Pape espère ainsi préserver la paix en Europe. Il meurt le 27 septembre 1700 après avoir célébré la même année le seizième jubilé.

## Bulles
- 22 juin 1692 : Romanum decet pontificem (en)
- 13 septembre 1696 : portant suppression de l'Abbaye de Saint-Thierry du diocèse de Reims dite aussi abbaye de Mont d'Hor.

## Divers
D'après la prophétie de saint Malachie, il serait rattaché à la devise Rastrum in porta.
Il est le dernier pape à avoir porté la barbe.

## Succession apostolique
Innocent XII a ordonné les évêques suivants :
- Cardinal Leopold Karl von Kollonitsch (1668)
- Évêque Wilderich von Walderdorff (de) (1669)